# 群馬調理師専門学校
群馬調理師専門学校（ぐんまちょうりしせんもんがっこう）とは、群馬県前橋市にある専門学校。学校法人山崎学園が運営している。

## 沿革
- 1960年 - 前橋市千代田町に群馬調理師学校開校
- 1967年 - 学校法人山崎学園設立
- 1982年 - 前橋市南町に群馬調理専門学校 校舎落成
- 1989年 - 群馬調理師専門学校 現在の校舎落成（前橋市小屋原町1098-1）

## 学科・コース
- 調理師学科（1年制）
- 調理高度テクニカル学科（2年制 専門士）

## 山崎学園グループ
- 東日本デザイン&コンピュータ専門学校
- 東日本ホテルトラベル専門学校
- 東日本栄養医薬専門学校
- 群馬調理師専門学校
- 東日本製菓技術専門学校
- 東日本調理師専門学校

## 不祥事
2013年8月19日、本校の男子生徒2名がフードスクエアガーデン前橋店（群馬県前橋市）において、アイスクリーム用の冷凍庫内に侵入し、その様子を撮影した画像をツイッターに投稿。外部からの指摘により同21日に学校側の知るところとなり、同日付で当該生徒は2名とも退学処分となった。
また同20・21日、当該生徒2名は保護者同伴で上記店舗の運営者であるカスミ本社に出向いて謝罪したものの、店舗の原状回復等で多額の費用を要するため、カスミ側では所管の警察署に被害届を提出の上、生徒側に損害賠償を請求する予定である
。